# Вико (коммуна)
Вико (фр. Vico, корс. Vicu) — коммуна во Франции, находится в регионе Корсика. Департамент коммуны — Южная Корсика. Входит в состав кантона Севи-Сорру-Чинарка. Округ коммуны — Аяччо.
Код INSEE коммуны — 2A348.

## Население
Население коммуны на 2008 год составляло 958 человек.
| 1962 | 1968 | 1975 | 1982 | 1990 | 1999 | 2008 |
| ---- | ---- | ---- | ---- | ---- | ---- | ---- |
| 999  | 1186 | 1484 | 1312 | 921  | 898  | 958  |

## Экономика

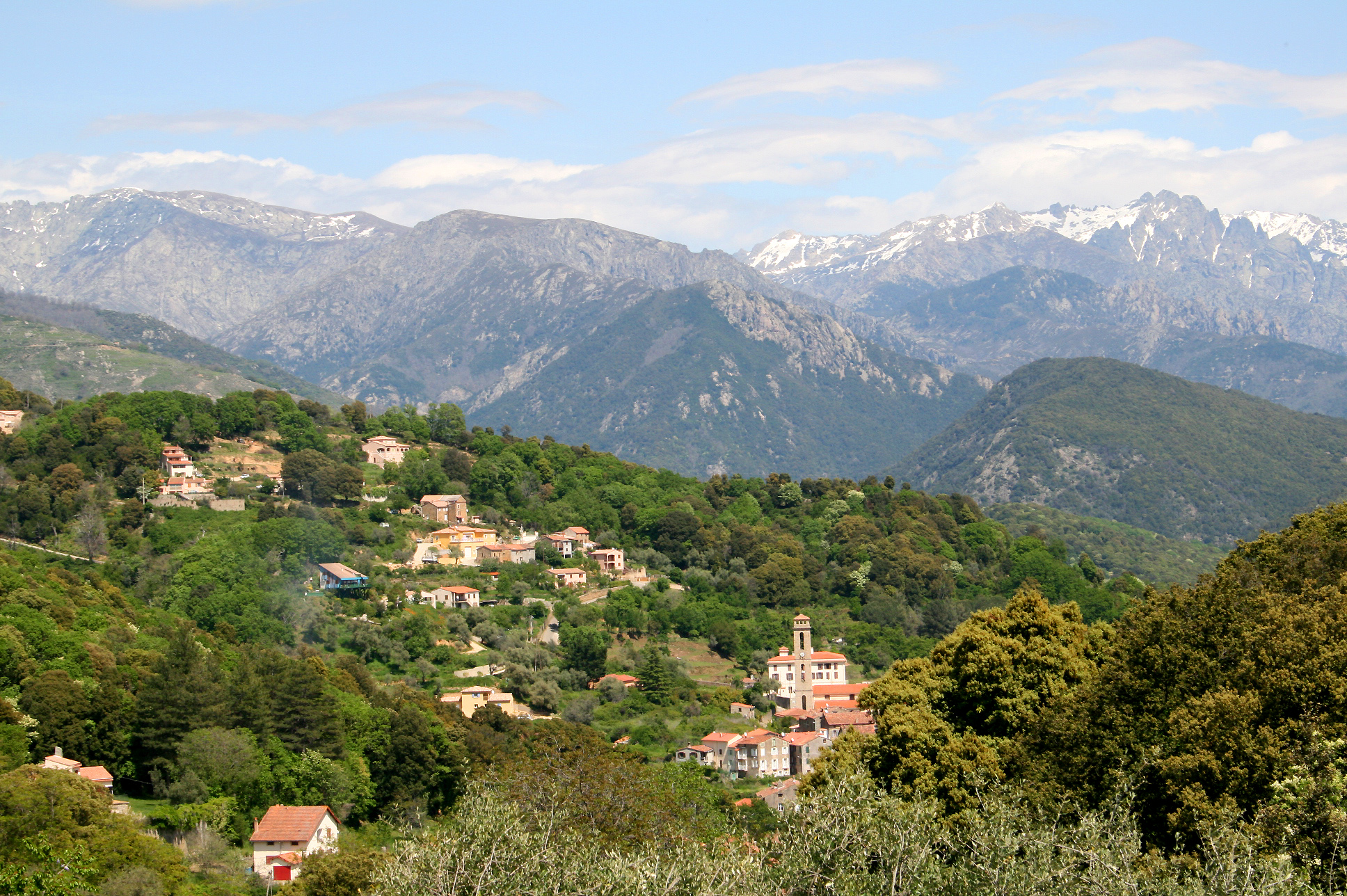
Вико

В 2007 году среди 537 человек в трудоспособном возрасте (15—64 лет) 338 были экономически активными, 199 — неактивными (показатель активности — 62,9 %, в 1999 году было 59,1 %). Из 338 активных работали 300 человек (176 мужчин и 124 женщины), безработных было 38 (16 мужчин и 22 женщины). Среди 199 неактивных 37 человек были учениками или студентами, 79 — пенсионерами, 83 были неактивными по другим причинам.